# Digital Cinema Initiatives
Digital Cinema Initiatives, LLC (DCI), je organizace, která sdružuje největší Hollywoodská studia. Patří do ní The Walt Disney Company, Paramount Pictures, Sony Pictures Entertainment, Warner Bros. a Universal Studios. Organizace byla založena v roce 2002 s cílem sjednotit technické specifikace pro digitální projekci v kinech, a tím zajistit konzistentní a vysoce kvalitní filmový zážitek pro diváky na různých místech a v různých kinech.
DCI pro tyto účely vydává pravidelně aktualizovaný dokument s názvem Digital Cinema System Specification. V tomto dokumentu jsou definované technické specifikace a požadavky na mastering, distribuci a projekci digitálního obsahu v kině. Tyto požadavky jsou navrženy tak aby zajišťovaly kompatibilitu a interoperabilitu systémů, zařízení a služeb všech článků výroby a distribuce na trhu digitálních kin.

## Digital Cinema System Specification
Dokument má funkci příručky pro společnosti, které chtějí, aby její produkty byly kompatibilní s ostatními produkty vyvíjenými s pomocí tohoto dokumentu. Specifikace pokrývají řadu aspektů souvisejících s digitální projekcí, masteringem a distribucí. Hlavními částmi jsou:

### Digital Cinema Distribution Master (DCDM)
DCDM je postup pro vytvoření balíku nekomprimovaných a nešifrovaných souborů obsahujících obraz, zvuk, titulky a další důležitá data potřebná pro digitální projekci filmu. Balík je určený pro distribuci a výměnu mezi studiem a kinem. Soubory musejí zároveň mít určité specifikace a formáty.

#### Obraz
- Rozlišení 2K: 2048×1080 při 24 nebo 48 snímcích/s
- Rozlišení 4K: 4096×2160 při 24 snímcích/s
- Barevná hloubka: 12 bit (36 bitů/pixel)
- Maximální bitrate: 250 Mbit/s
- Formát: TIFF

#### Zvuk
- Vzorkovací frekvence: 48 kHz nebo 96 kHz při, 24 bitů na vzorek
- Počet kanálů: maximálně 16
- Formát: PCM WAV

#### Titulky
U titulků je na výběr několik způsobů vykreslení:
- Zakomponované do obrazových souborů
- Ve formátu PNG - přídavný obraz ke každému snímku
- Dokument obsahující titulky, font písma a informace pro jeho vykreslení na obraz (časování, apod.)

### Compression
V této části jsou popsány požadavky na proces redukce velikosti dat pro jednodušší distribuci a skladování a i pro následnou dekompresi. Standardem pro kompresi obrazu je uváděn JPEG 2000.

### Packaging
Zde jsou popsány postupy šifrování a balení dat pro jejich přenos. Spolu s tím je popsán i proces rozbalení a dešifrace dat, aby mohly být v pořádku přehrány. Využívá se formát Material eXchange Format (MXF) a jazyk XML. Výstupem je pak balíček Digital Cinema Package (DCP).

### Transport
V této sekci je popsán způsob přenosu digitálního obsahu. Ten je možný buď na fyzickém médiu nebo například skrze VPN či satelitním přenosem.

### Theater System
V této části se dokument věnuje specifikacím v samotných kinech. Jedná se jak o systémové a funkční požadavky pro zařízení v kinech tak i o jejich správu a ovládání personálem kina.

### Projection
Tato sekce se zabývá projekcí obrazu na plátno. Jde hlavně o převod digitálního obsahu na světlo, při čemž by výsledek promítaný na plátno měl co nejpřesněji svou kvalitou replikovat původní soubory před kompresí, šifrováním a transportem.

### Security
Tato část se věnuje zabezpečení obsahu proti krádeži, kopírování a jinému neoprávněnému nakládání s ním. Jedná se například o požadavky na šifrování pro zabezpečení dat při přenosu, nebo o bezpečnost při samotném promítání.

### Stereoscopic Digital Cinema Requirements
Poslední část byla dříve uváděna jako samostatný dokument a zabývá se požadavky pro stereoskopické promítání(3D).
- rozlišení 2048×1080 (2K) při 48 snímcích/s - tedy 24 snímků/s pro každé oko